# Porterius andersoni
Porterius andersoni is een tweekleppigensoort uit de familie van de Parallelodontidae. De wetenschappelijke naam van de soort is voor het eerst geldig gepubliceerd in 1918 door van Winkle.